# Canal vertébral
Le canal vertébral (ou canal rachidien) est le canal osseux formé par les corps vertébraux tout le long de la colonne vertébrale.

## Structure
Le canal vertébral est formé par l'alignement des foramens vertébraux. Entre les vertèbres le canal rachidien est recouvert en avant par le ligament longitudinal postérieur et en arrière par le ligament jaune.
Le canal vertébral est plus large dans la région cervicale et se rétrécit progressivement vers le bas.
Il forme le système de protection de la moelle spinale, des nerfs spinaux et de leurs ganglions sensitifs. L'espace entre la limite du canal et la dure-mère constitue l'espace péridural.
Les nerfs spinaux sortent du canal rachidien via les foramens intervertébraux situés sous les pédicules vertébraux correspondants.
La partie inférieure du canal rachidien à partir des première et deuxième vertèbres lombaires (L1/L2) est occupée par le filum terminal et un faisceau de nerfs spinaux formant la queue-de-cheval au lieu de la moelle spinale.

## Aspect clinique
La sténose vertébrale est un rétrécissement du canal vertébral qui peut survenir dans n'importe quelle région de la colonne vertébrale.

## Historique
Le canal rachidien a été décrit pour la première fois par Jean Fernel .[réf. nécessaire]